# Antechiniscus lateromamillatus
Antechiniscus lateromamillatus är en djurart som tillhör fylumet trögkrypare, och som först beskrevs av Giuseppe Ramazzotti 1964.  Antechiniscus lateromamillatus ingår i släktet Antechiniscus och familjen Echiniscidae. Inga underarter finns listade i Catalogue of Life.